# クリストファー・クラヴィウス

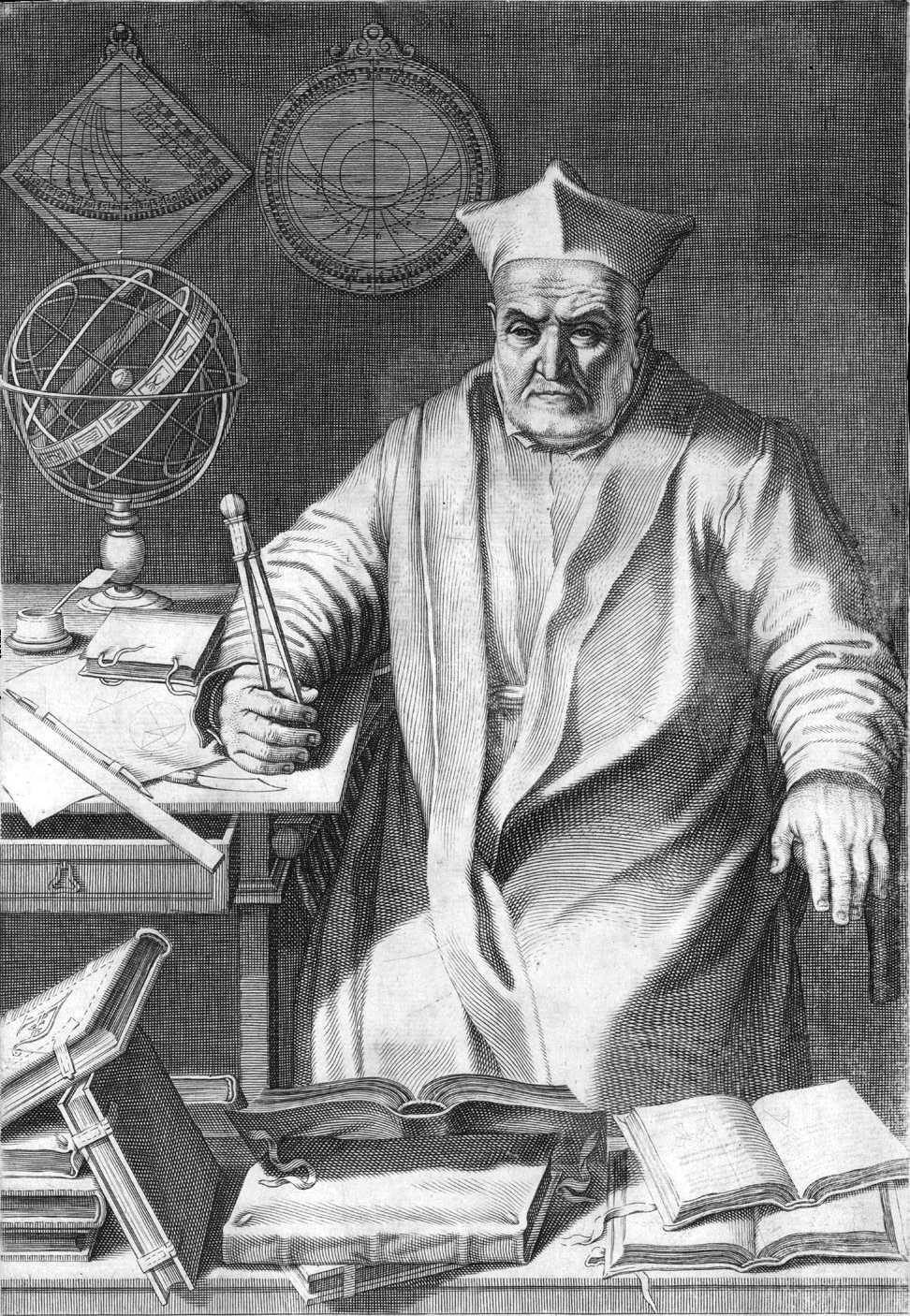
クリストファー・クラヴィウスの肖像

クリストファー・クラヴィウス（Christopher Clavius, 1538年3月25日 - 1612年2月12日）は、16世紀に活躍したドイツ出身の数学者・天文学者。名前は本名のクリストフ・クラウ（Christoph Clau、もしくはKristoph Klau）を英語式に表記したもの。イエズス会員にして当代随一の科学者で、グレゴリオ暦改暦委員会の中心人物であった。 ただし、グレゴリオ暦の（原形の）提案者は、アロイシウス・リリウスであり、彼の死後、1576年にその案を改暦委員会に提出したのはアロイシウスの弟であるアントニウス・リリウスである。

## 生涯

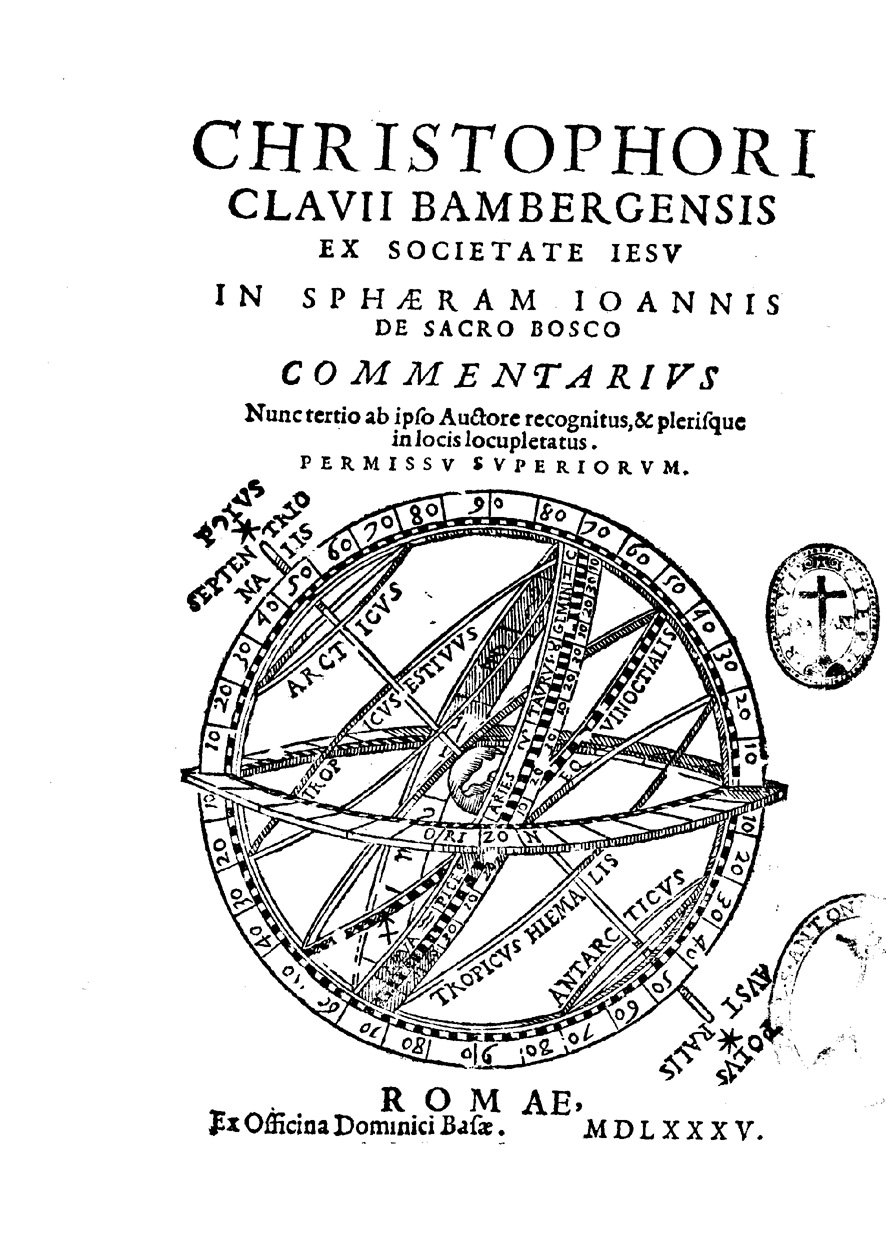
In Sphaeram Ioannis de Sacro Bosco commentarius （『サクロボスコ天球論註解』）, 1585

ドイツのバンベルク生まれのクラヴィウスは1555年に17歳でイエズス会に入会し、ローマに学んだが、情勢の変化のためポルトガルへ移って勉強を続けた。やがてローマに戻るとローマ学院（現グレゴリアン大学）の数学教授に任命された。以降クラヴィウスは生涯を通してローマ学院の教壇に立つことになる。
1579年に入ると、当時実際の季節とユリウス暦上の季節のずれが問題となっていたため、ユリウス暦に変わる新しい暦の研究・算出を行う委員会がつくられ、その中心的人物としての重責を担った。こうして作られたのがグレゴリオ暦であり、1582年に教皇グレゴリウス13世の正式な認可を受け、まずカトリック諸国で採用された。現在では世界中でこのグレゴリオ暦が採用されている。 
他にも数学者として『ユークリッド原論』の注解書を記し、当時の世界で広く読まれた。 

## 天文学
天文学者としても有名で、当時の主流であった「太陽系における地球中心説」（いわゆる天動説）を支持していた。地動説に対しては十分な根拠がないとして否定的であったが、恣意的に組み立てられたことで生じる天動説の矛盾点も十分理解・認識していた。当時の学会の重鎮として若きガリレオ・ガリレイとも親交があり、ガリレオ自身よりよい仕事を得るためにクラヴィウスの協力を求め、クラヴィウスはガリレオをピサ大学の教授職に推薦している。ガリレオはクラヴィウスを大学者として尊敬しており、その敬意は生涯変わらなかった。
ガリレオが望遠鏡をたずさえてクラヴィウスを訪ね、天体観測における自分の発見について説明すると、当時ガリレオの発見を荒唐無稽と嘲笑する人々も多かった中で、クラヴィウスはその説が理にかなっており、正しいことを認めている。ただ、クラヴィウスは月面が平滑であると考えていたため、ガリレオの「月の陰影は山脈やクレーターによる凹凸である」という説明には納得がいかなかったようである。 
月には山脈やクレーターがあるという説をなかなか受け入れられなかったクラヴィウスだが、自分の名前が巨大な月のクレーターの名前になっているのは皮肉なことといえるかもしれない。このクレーター「クラヴィウス」は南緯58度、西経14度に位置し、直径は232キロである。
中国での宣教で有名なマテオ・リッチはローマ学院での教え子であり、中国渡来後、師のクラヴィウスに天文学の著作を求めてきた。これに答えたクラヴィウスは自著『アストロラビウム』（Astrorabium）を贈った。後にこの書物は李之藻により漢訳されて『渾蓋通憲図説』と呼ばれることになる。リッチと徐光啓が作った『幾何原本』も、クラヴィウスの『原論』注解がもとになっている。
日本では、転びバテレンになったクリストヴァン・フェレイラが、天文学書『乾坤弁説』を作る際に用いた種本の一つが、クラヴィウスの『サクロボスコ天球論注解』(In Sphaeram Ioannis de Sacro Bosco commentarius) と推定される。